# 허친슨 편지 사건

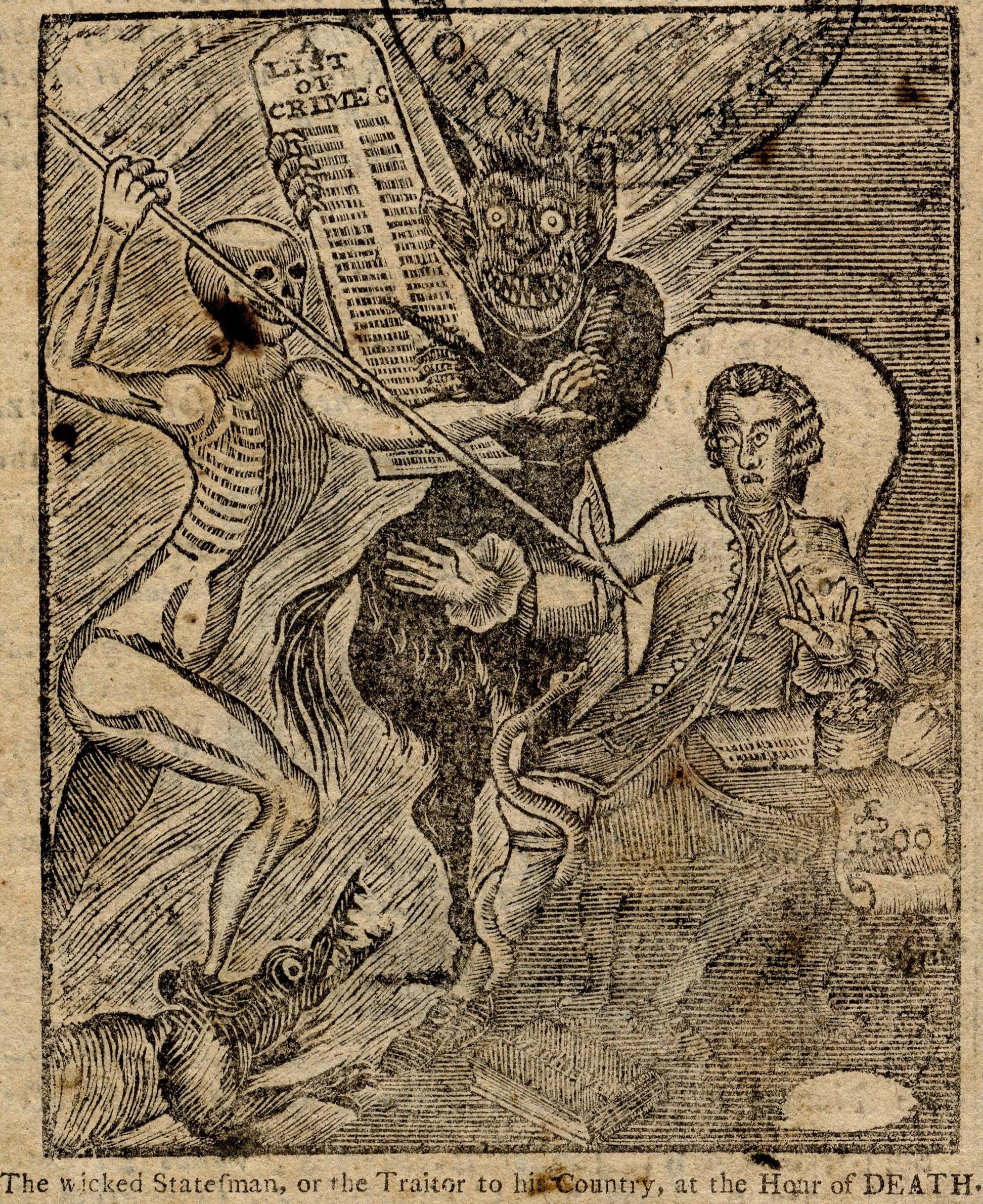
폴 리비어가 1774년에 그린 정치 풍자 만화로, 죽음이 토머스 허친슨 총독을 공격하는 모습을 묘사한다.

허친슨 편지 사건(영어: Hutchinson letters affair)은 미국 독립 혁명 이전에 매사추세츠만 식민지 식민주의자들과 영국 정부 사이의 긴장을 고조시킨 사건이었다.
1773년 6월, 허친슨 편지 사건이 발행될 당시 매사추세츠만 식민지의 총독과 부총독이었던 토머스 허친슨과 앤드류 올리버가 수년 전에 쓴 편지들이 보스턴 신문에 게재되었다. 매사추세츠 급진 정치인들은 편지의 내용이 식민지 권리의 축소를 요구한다고 선전적으로 주장했으며, 이 문제로 영국에서는 결투가 벌어졌다.
이 사건은 매사추세츠에서 긴장을 고조시키는 역할을 했으며, 1773년 차법 시행에 대한 저항은 1773년 12월 보스턴 차 사건으로 절정에 달했다. 편지 공개에 대한 영국 정부의 대응은 이 사건의 주요 인물 중 한 명인 벤저민 프랭클린을 헌신적인 애국자로 만들었다.

## 배경

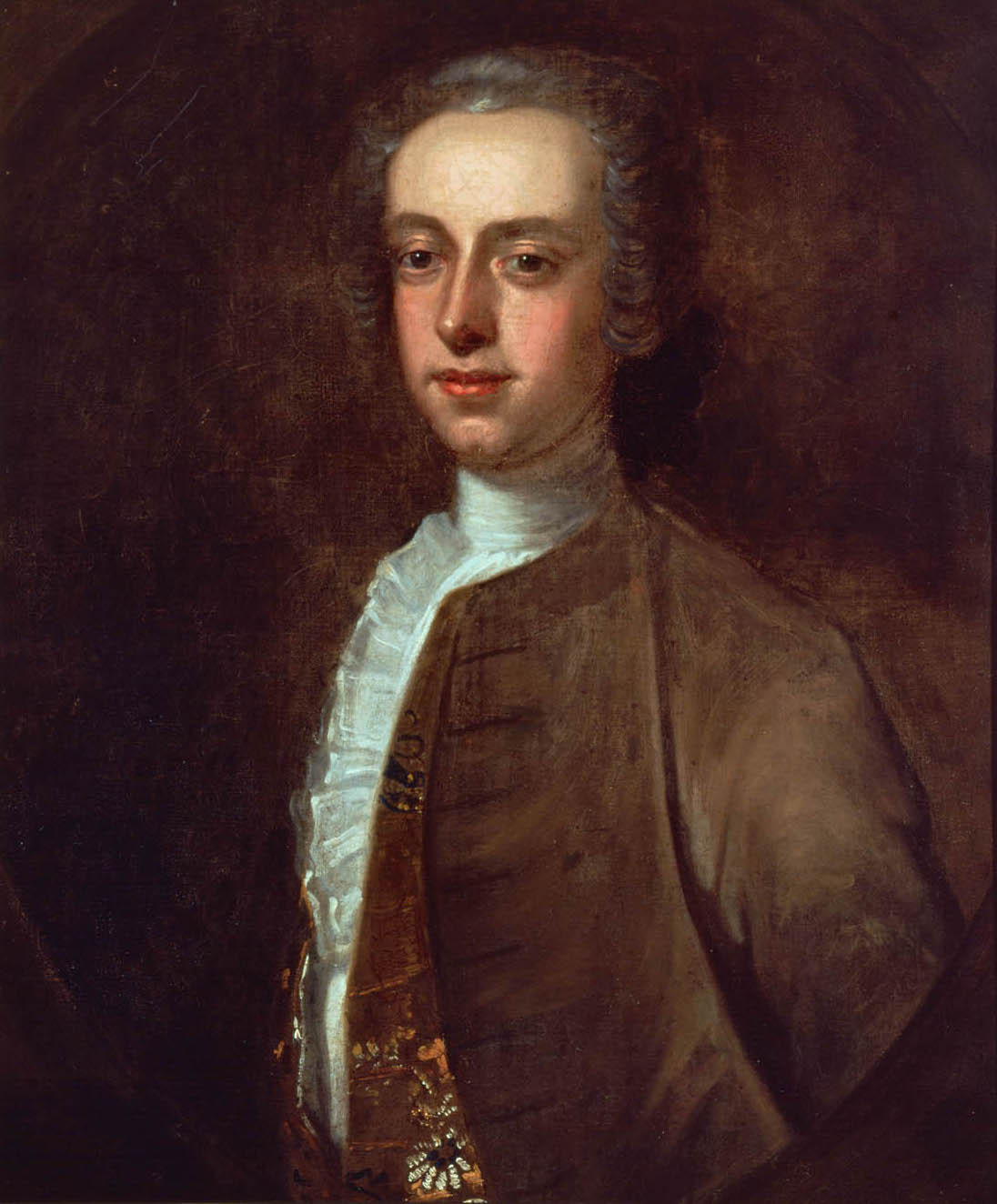
선동적인 편지 중 일부를 쓴 매사추세츠만 식민지 총독 토머스 허친슨

1760년대 동안 그레이트브리튼섬과 일부 북미 식민지 사이의 관계는 1765년 인지세법과 1767년 타운젠드 법을 포함한 일련의 의회 법률로 인해 긴장되었다. 이 법률들은 왕실의 수입을 늘리고 그레이트브리튼 의회가 식민지 대표권이 없음에도 불구하고 그러한 법률을 통과시킬 권한을 주장하기 위한 것이었다. 이 법률들은 13개 식민지에서 강력한 시위를 촉발했다. 특히, 처음에는 뉴욕 그리고 나중에는 매사추세츠만 식민지에서 왕실 관리들에 대한 상당한 불안과 직접행동이 일어났다. 1768년 보스턴에 영국 육군 군대가 진입하면서 긴장은 더욱 고조되었고, 이는 1770년 보스턴 학살로 이어졌다.
타운젠드 법이 제정된 이후 몇 년 동안, 매사추세츠 부총독 토머스 허친슨과 그의 식민지 장관이자 처남인 앤드류 올리버는 이 법률, 이에 대한 시위, 그리고 이에 대응하는 방법에 대한 제안에 대해 조지 그렌빌 영국 총리의 보좌관인 토머스 왓텔리에게 일련의 편지를 썼다. 왓텔리는 1772년에 사망했고, 그의 서류는 그의 형제 윌리엄에게 넘어갔다.
왓텔리는 한때 그의 형제의 서류에 접근할 수 있도록 존 템플에게 허용했다. 존 템플은 자신의 편지를 그 서류에서 찾으려 했던 또 다른 식민지 관리였다.
허친슨은 그의 전임자인 프랜시스 버나드가 쓴 편지들이 반대파 정치인들에 의해 비판적으로 공개된 후 1770년에 매사추세츠 총독으로 임명되었다. 그 후 2년 동안 허친슨은 지방 의회 및 총독 평의회와 광범위하고 격렬한 서면 논쟁에 참여했는데, 이들은 의회 권위에 적대적인 급진적인 지도부에 의해 장악되어 있었다. 이 논쟁은 행정 특권의 자의성과 식민지 통치에서 의회의 역할에 초점을 맞추었으며, 식민지의 분열을 크게 심화시켰다.

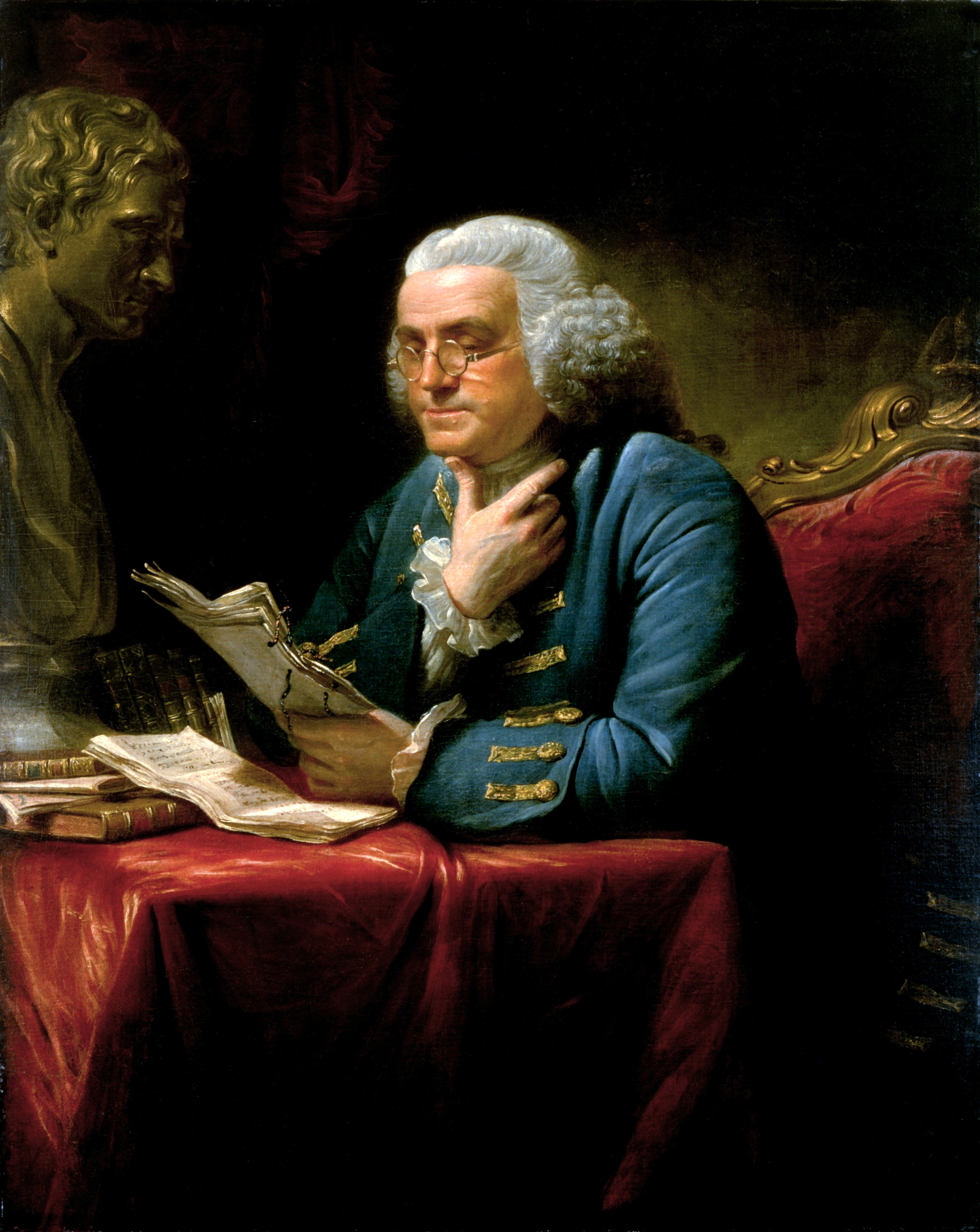
데이비드 마틴이 1767년에 그린 벤저민 프랭클린 초상화

매사추세츠 논쟁은 식민지 장관인 다트머스 경이 런던에서 매사추세츠의 대리인으로 활동하던 벤저민 프랭클린에게 1772년 초 총독이 이 논쟁의 일환으로 한 연설에 대한 매사추세츠 의회의 답변을 철회할 것을 요구하면서 영국에서 절정에 달했다.
프랭클린은 왓텔리에게 쓰여진 약 20통의 편지 묶음을 획득했다.
편지를 읽은 프랭클린은 허친슨과 올리버가 식민지의 상황을 잘못 전달하여 의회를 오도했다고 결론 내렸다. 그는 편지에 대한 더 넓은 지식이 식민지 주민들의 분노를 의회에서 벗어나 오도된 편지를 쓴 사람들에게로 향하게 할 것이라고 생각했다.
프랭클린은 1772년 12월 매사추세츠 의회 의장인 토머스 쿠싱에게 편지를 보냈다. 그는 쿠싱에게 편지를 출판하거나 널리 유포하지 말라고 강하게 요구했다. 프랭클린은 특히 편지를 소수의 사람만 보아야 하며 쿠싱은 "편지를 공개할 자유가 없다"고 썼다.
편지는 1773년 3월 매사추세츠에 도착하여 매사추세츠 의회의 서기로 일하던 새뮤얼 애덤스의 손에 들어갔다. 프랭클린의 지시에 따라 통신위원회를 포함한 소수의 선택된 사람들만이 편지를 볼 수 있었다.
그들이 읽은 내용에 경악한 쿠싱은 프랭클린에게 유포 제한을 완화할 수 있는지 물었다. 6월 초 쿠싱이 받은 답변에서 프랭클린은 편지를 복사하거나 출판해서는 안 되지만 누구에게나 보여줄 수 있다고 재차 강조했다.

## 출판
허친슨의 오랜 반대파였던 새뮤얼 애덤스는 프랭클린의 요청을 거의 따르지 않았지만, 즉시 편지를 공개하지 않고도 허친슨에 대한 선전 캠페인을 성공적으로 조직했다. 그는 편지의 존재를 의회에 알렸고, 의회는 편지를 분석하기 위한 위원회를 지정했다. 편지의 내용을 암시하는 전략적인 유출이 언론과 정치 토론으로 흘러들어 가면서 허친슨에게 많은 불편을 주었다. 의회는 결국 존 핸콕에 따르면, 편지에서 허친슨이 "이 정부의 헌법을 전복하고 식민지에 독단적인 권력을 도입하려 했다"고 결론 내렸고, 허친슨과 올리버의 해임을 요구했다. 허친슨은 애덤스와 야당이 자신이 쓴 내용을 잘못 전달하고 있으며, 의회 최고 권위에 대해 쓴 내용은 자신이 이전에 한 다른 진술을 넘어서지 않는다고 불평했다. 편지는 마침내 1773년 6월 중순 보스턴 가제트에 게재되었고, 매사추세츠에서 정치적 폭풍을 일으켰으며 영국에서 중요한 질문을 제기했다.

## 내용

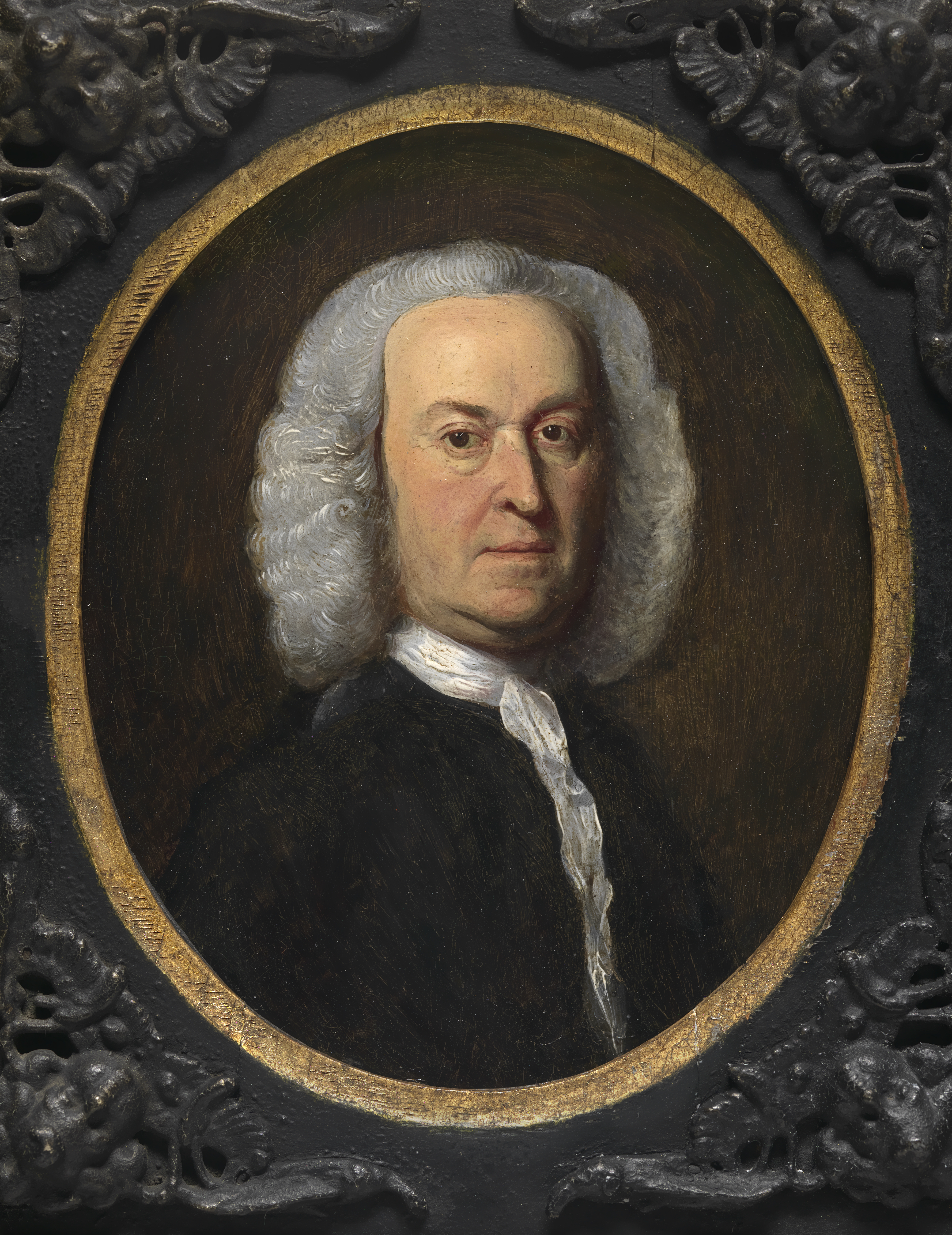
존 싱글턴 코플리가 그린 앤드류 올리버 초상화, c. 1758

편지는 주로 1768년과 1769년에 허친슨과 올리버가 썼지만, 공개된 편지에는 관세 관리이자 허친슨 지지자인 찰스 팩스턴과 허친슨의 조카인 내서니엘 로저스가 쓴 편지도 포함되어 있었다. 올리버(허친슨이 총독이 되었을 때 부총독이 됨)가 쓴 편지는 행정부를 강화하기 위해 매사추세츠 정부를 크게 개편할 것을 제안했고, 허친슨의 편지는 식민지의 어려운 상황에 대한 숙고였다. 역사학자 버나드 베일린은 허친슨 자신의 주장을 확인하는데, 그의 편지 내용의 상당 부분이 이미 공개적으로 언급된 것보다 상대적으로 적은 내용을 표현했다는 것이다.
베일린에 따르면, 허친슨의 숙고에는 식민지 주민들이 본국에서 가질 수 있는 완전한 권리를 가질 수 없으며, 본질적으로 "영국인의 자유라고 불리는 것의 축소"가 필요하다는 관찰이 포함되었다. 허친슨은 올리버와 달리 식민지 정부를 어떻게 개혁해야 하는지에 대한 구체적인 제안을 하지 않았으며, 공개되지 않은 편지 중 하나에서 "나는 그것이 제거될 수 있는 것만큼 큰 악을 초래하거나 매우 불확실한 사건이 될 수 있는 것 외에는 아무것도 생각할 수 없다"고 썼다. 반면에 올리버의 편지는 총독의 동의를 얻어 의회에서 선출되던 총독 평의회 구성원을 왕실에서 임명하도록 변경할 것을 구체적으로 제안했다.

## 결과

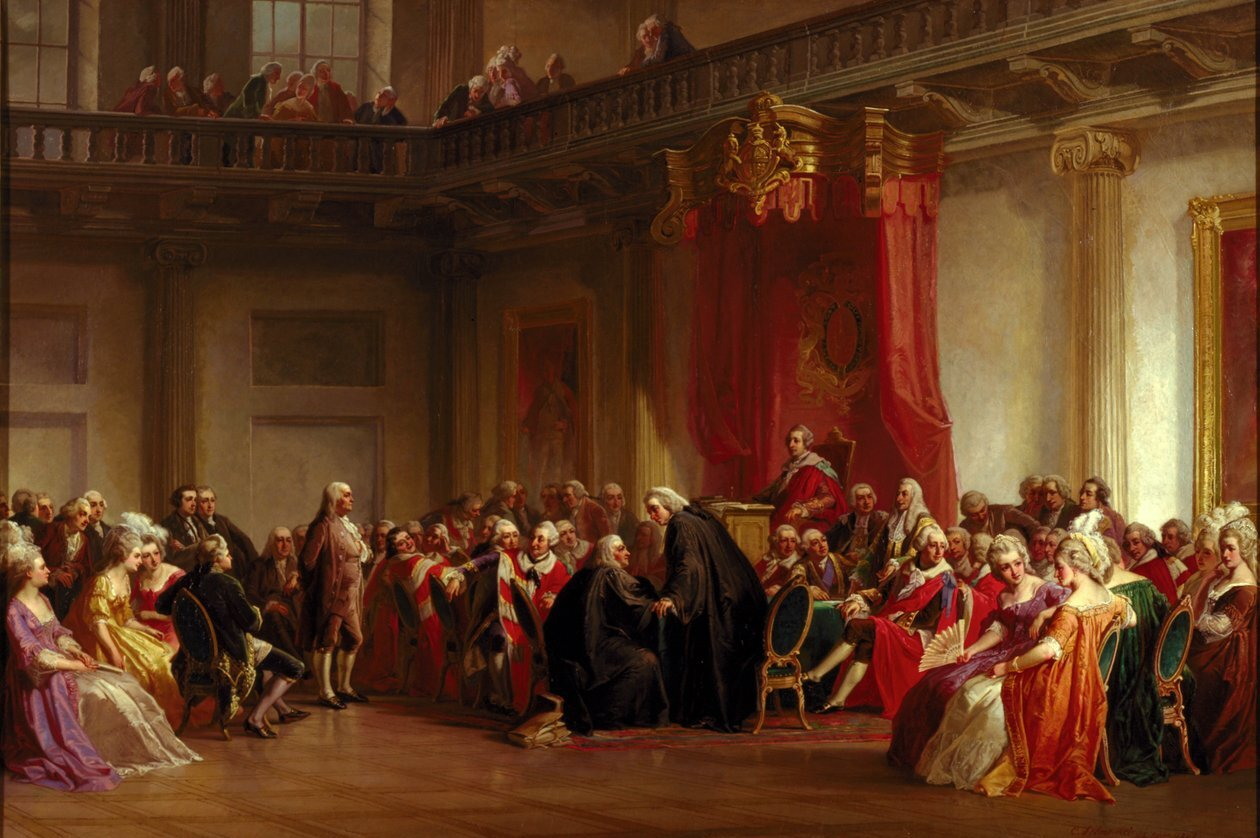
크리스천 슈셀레의 그림, 벤저민 프랭클린이 추밀원에 출석하는 모습

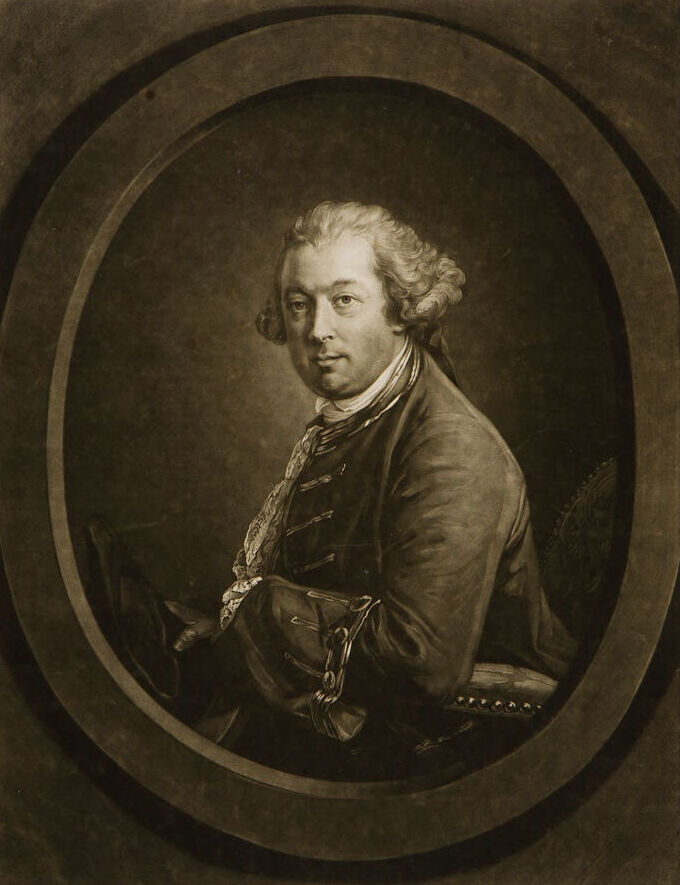
프랭클린에게 편지를 주었을 수도 있는 토머스 포널

영국에서는 유출의 근원에 대한 추측이 난무했다. 윌리엄 왓텔리는 존 템플이 편지를 가져갔다고 비난했지만 템플은 이를 부인하며 왓텔리에게 결투를 신청했다. 1773년 12월 초 결투에서 왓텔리는 부상을 입었지만, 어느 쪽도 만족하지 못했고 두 번째 결투가 계획되었다. 그 사건을 막기 위해 프랭클린은 크리스마스에 "더 이상의 피해"를 막기 위해 자신이 편지 획득 및 전송에 책임이 있음을 인정하는 편지를 공개했다. 그는 편지가 공무원들 사이에 공공 정책에 영향을 미치기 위해 쓰여졌다는 점을 지적하며 자신의 행동을 정당화했다.
매사추세츠의 허친슨 반대파들은 편지를 읽고 (축약이라는 문구를 포함한) 핵심 문구를 붙잡고 허친슨이 그러한 축약을 가져올 변화를 런던 정부에 로비하고 있다고 주장했다. 올리버의 명시적인 개혁 권고와 결합하여, 그들은 이것이 지방 지도자들이 국민의 이익을 위해 일하는 것이 아니라 국민의 이익에 반하여 일하고 있다는 분명한 징후로 제시했다.
보스턴 시민들은 공개된 편지의 내용에 격분하여 보스턴 코먼에서 허친슨과 올리버의 인형을 불태웠다. 이 편지들은 영국령 북미 식민지 전역에 널리 재인쇄되었고, 필라델피아만큼 먼 곳에서도 시위가 일어났다. 매사추세츠 의회와 총독 평의회는 허친슨의 해임을 무역 위원회에 청원했다. 추밀원에서 허친슨의 운명에 관한 청문회에서는 보스턴 차 사건의 여파도 논의되었는데, 프랭클린은 법무차관 알렉산더 웨더번이 사건에서 그의 역할에 대해 맹비난하는 동안 침묵을 지켰다. 그는 절도와 불명예로 기소되었고, 보스턴 급진 통신위원회를 대신하여 영국에서 주요 선동가로 불렸다. 무역 위원회는 프랭클린을 식민지 우정청장 직위에서 해임하고, 허친슨 해임 청원을 "근거 없고" "심술궂은" 것으로 기각했다. 의회는 그 후 차 사건에 대해 매사추세츠를 처벌하기 위한 일련의 조치인 소위 "참을 수 없는 법"을 통과시켰다. 허친슨은 소환되었고, 매사추세츠 총독직은 북미 영국군 사령관인 중장 토머스 게이지에게 주어졌다. 허친슨은 1774년 5월 매사추세츠를 떠났고, 다시는 돌아오지 않았다. 앤드류 올리버는 뇌졸중으로 1774년 3월에 사망했다.
게이지의 참을 수 없는 법 시행은 1775년 4월 미국 독립 전쟁의 발발로 이어진 긴장을 더욱 고조시켰다. 무역 위원회에 출석하기 전까지 식민지 급진주의자들에 대해 정치적으로 중립적이었던 프랭클린은 1775년 초 독립을 결심하고 미국으로 돌아왔다. 그는 제2차 대륙회의에서 봉사했으며 미국 독립 혁명의 주요 인물이 되었다.

## 프랭클린의 출처
프랭클린이 편지를 얻은 수단으로 여러 후보가 제시되었다. 존 템플은 허친슨과의 정치적 차이에도 불구하고 1774년에 허친슨에게 자신이 편지 획득에 관여하지 않았다고 설득하는 데 성공한 것으로 보인다. 그러나 그는 누가 관여했는지 알고 있다고 주장했지만, "유죄인 당사자를 파멸시킬 것"이라며 이름을 밝히기를 거부했다.
여러 역사가들(버나드 베일린과 버나드 놀렌버그 포함)은 토머스 포널이 편지의 유력한 출처라고 결론 내렸다. 포널은 프랜시스 버나드 이전에 매사추세츠 총독이었고, 식민지 문제에 대해 프랭클린과 비슷한 견해를 가지고 있었으며, 그의 형제이자 식민지 차관인 존 포널을 통해 식민지 행정의 중심지에 접근할 수 있었다.
다른 개인들도 제안되었지만, 모두 프랭클린이나 상황과 미약한 연결고리만 있는 것으로 보인다. 역사가 케네스 페네가는 새로운 문서가 발견되어 이 사건에 대한 빛을 비추지 않는 한 질문은 답변할 수 없는 상태로 남아 있을 것이라고 믿는다.

## 더 읽어보기
- 《The Letters of Governor Hutchinson and Lieut. Governor Oliver, etc》. London: J. Wilkie. 1774. OCLC 8991384. 1774년 런던에서 출판된 허친슨과 올리버의 편지, 매사추세츠 청원, 프랭클린이 편지를 보냈다는 인정, 알렉산더 웨더번의 프랭클린 비난 연설 등 사건 관련 문서.

 Copy of Letters sent to Great-Britain by His Excellency Thomas Hutchinson, the Hon. Andrew Oliver, and Several other Persons - 프로젝트 구텐베르크  (1773년 보스턴 출판물 전체 필사본)